# Wolf von Lindenau
Wolf von Lindenau (* 22. April 1634 in Polenz; † 3. Juli 1710 in Machern) war kursächsischer Amtshauptmann in Leipzig und Besitzer der Rittergüter Machern, Zeititz, Kossen, Gotha und Eilenfeld.
Sein Vater war Siegmund von Lindenau († 1638), der die Rittergüter Polenz bei Brandis und Sitzenroda besaß. Die Mutter war Katharina von Einsiedel aus dem Hause Syra.
Wolf von Lindenau kaufte im Herbst 1687 das Rittergut Gotha von seinem vermutlichen Schwiegervater Otto Heinrich von Starschedel. Als Oberlandesfischmeister kaufte Wolf von Lindenau 1697 das Rittergut Kossen von Adolph Nicolaus Sahrer von Sahr.
Wolf von Lindenau heiratete sechsmal:
- 1655 Anna Dorothea von Pistorius a. d. Hause Marschwitz,
- 1657 Sabine Elisabeth Auguste von Kottwitz a. d. Hause Wellerswalde,
- 16?? Anna Elisabeth von Erdmannsdorff a. d. Hause Kössern († 1666),
- 1666 Martha Sabine von Beichlingen a. d. Hause Zschorna († 1677),
- 1678 Katharina Lukretia von Starschedel a. d. Hause Gotha († 1686),
- 1687 Eva Maria von Warnsdorff (1655–1731), heiratete in 2. Ehe Adolph Ernst von Berger

Er hinterließ folgende Söhne:
- Wolf Georg von Lindenau
- Adam von Lindenau
- Heinrich Gottlieb von Lindenau († März 1716 als Fähnrich in Greifswald)
- Gottfried Anshelm von Lindenau (1693–1749)
- Johann Friedrich von Lindenau